# ジョーク政党
ジョーク政党（ジョークせいとう）、冗談党（じょうだんとう）あるいは風刺政党（ふうしせいとう）とはエンターテイメントや政治風刺のために作った政党あるいは政治団体である。多くの場合は党名が奇抜な故に、社会でよく話題化する。
また、米国の家賃はクソ高い党のような一見ユーモラスの名前であるが、明確なテーマを抱え、真面目に社会問題に取り組む政党を含まない場合もある。以下はそのような政党の一部を掲示するリストである。

## オーストラリア
- 致命的に深刻な党（1988年解散）
- イギリス帝国保守党（セシル・マーガトロイド党首、解散）
- 党！党！党！（解散） [1]
- 太陽が熟した暖かいトマト党（解散）

## オーストリア
- ビール党（英語版）
- パルタイ[2]

## ベラルーシ
- ビール愛好者党（1998年解散）

## カナダ
- カナダエクストリームレスリング党（解散）
- シトロン党（レモン党、解散）
- サイの党
- モントリオールの白い象党（解散）
- カナダ党

## チェコスロバキア
- 法の枠内における穏健なる進歩の党（ヤロスラフ・ハシェク党首、1911年結成）

## チェコ共和国
- ビールの友達党（1990年結成、1998年解散）

## デンマーク
- 誠実に働く恥ずかしがり屋の要素の連合（解散）

## エストニア
- エストニア王党派（解散）

## フェロー諸島
- おかしい党（解散）

## ドイツ
- ドイツ無政府主義ポゴ党
- パルタイ（欧州議会に議席あり）
- ドイツリンゴ戦線
- クロイツベルク愛国民主党/実用中道（パルタイへ合併）
- ドイツの楽しい党
- 内なる天才にもかかわらず、十分に再考されていないほほ笑みの連合（解散）

## ギリシャ
- ギリシャ・ディオゲネス風刺党

## ハンガリー
- ハンガリー二尾の犬党

## アイスランド
- ベスト党（解散）

## イラン
- ロバ党（解散）[3]

## アイルランド
- オールナイト党（解散）

## イタリア
- 愛の党（解散）
- イタリアネッティスタ党（ステーキ党、解散）

## 日本
- 支持政党なし[4]
- NHK党[5]
- 日本保守党

## ニュージーランド
- ビルとベンの党（解散）
- イギリス帝国保守党（解散）
- マギリカディの真面目な党（解散）
- 民間党（解散）

## オランダ
- 未来の党
- プロボ（解散）
- ラパイユ党（解散）
- 反対党（解散）

## ノルウェー
- ビールユニティ党（解散）
- 政党（解散）

## ポーランド
- グッドユーモア党
- ポーランドビール愛好者党（元国政政党、解散）

## ルーマニア
- フリーチェンジ党（解散）

## ロシア
- ビール愛好者党（1998年解散）

## セルビア
- あなたはサルマをまだ食べていない党（リュビシャ・プレレタチェビッチ党首）

## スペイン
- レウス独立コーディネーター党
- 民主カルマ党

## スウェーデン
- ドナルドダック党

## 台湾
- 歓楽無法党[6][7]

## イギリス
- アダム・ライアルの魔女ツアー党（解散）
- 過激派エルビス教会党（バスパスエルビス党）
- アンデッドの権利と平等のための市民団体（解散）
- イギリスの風変わりな党
- ファンシードレス党（解散）
- グレムロイド（バケットヘッド卿党首、解散）[8]
- 新しいミレニアム豆党
- オフィシャル・モンスター・レイビング・ルーニー党
- レイビング・ルーニー・グリーン・ジャイアント党（解散）
- ロックンロール・ルーニー党（解散）
- テディベア同盟（解散）

## アメリカ
- 銃とドープ党
- OWL党
- 家賃はクソ高い党（ジミー・マクミラン党首）
- 率直に話すアメリカ政府党（解散）
- サプライズ党
- 無生物党
- 未決定の牛党